# (29854) 1999 FK27
A (29854) 1999 FK27 a Naprendszer kisbolygóövében található aszteroida. A LINEAR projekt keretében fedezték fel 1999. március 19-én.